# 克里斯托爾茨鄉
47°12′N 23°26′E / 47.200°N 23.433°E
克里斯托爾茨鄉（羅馬尼亞語：Comuna Cristolț, Sălaj），是羅馬尼亞的鄉份，位於該國西北部，由瑟拉日縣負責管轄，面積45平方公里，海拔高度322米，2007年人口1,458，人口密度每平方公里33人。